# Agelaioides
Agelaioides (лат.) — род птиц семейства трупиаловых.

## Классификация и открытие
Этот род был впервые описан в 1866 году американским орнитологом и альгологом Джоном Кассином. На протяжении десятилетий считали подродом рода Molothrus.
В 1937 году австрийский натуралист и орнитолог Карл Эдуард Хелльмайр определил этот таксон как монотипичный, считая M. fringillarius подвидом M. badius. Представители рода оставались в таком положении в течение нескольких десятилетий.

## Распространение
Виды этого рода встречаются от северо-востока Бразилии, большей части Парагвая, центральной и восточной Боливии и всего Уругвая до северной и центральной Аргентины.

## Список видов
Выделяют 2 вида:
- Agelaioides badius (Vieillot, 1819) — Бурокрылый коровий трупиал
- Agelaioides fringillarius (Spix, 1824)